# Хижак (фільм, 2018)
«Хижак» (англ. The Predator) — американський фантастичний бойовик 2018 року режисера Шейна Блека за сценарієм Фреда Деккера, на основі ідеї Джима і Джона Томасів. Прем'єра була запланована на 3 серпня 2018 року, проте відбулася 7 вересня на Міжнародному фестивалі в Торонто, Канада; у широкий прокат фільм вийшов 12-13 вересня.
Кінострічка є продовженням серії фантастичних фільмів студії «20th Century Fox», першим з яких був «Хижак», знятий Джоном МакТірнаном, що вийшов на екрани в 1987 році, потім «Хижак 2» Стівена Гопкінса в 1990 році, та «Хижаки» Німрода Антала в 2010. Усі фільми серії мали різних режисерів і акторський склад, проте були комерційно успішними, а поява черепа Чужого наприкінці другого фільму дозволила зняти два фільми-продовження: «Чужий проти Хижака» в 2004 році режисером Полом Андерсоном і «Чужі проти Хижака: Реквієм» в 2007 братами Штраус, об'єднавши тим самим серію стрічок з іншою популярною серією «Чужий».

## Сюжет
Група військових під час таємної операції в Мексиці стає свідками падіння інопланетного літального апарата, але сліди катастрофи намагається приховати якась урядова організація. Снайпер групи  встигає надіслати додому поштою кілька зразків амуніції прибульця, перед тим як його затримують. Його син-аутист стає ключовою постаттю в сутичці з Хижаками, оскільки хлопчик уміє неймовірно швидко вчити мови і, судячи з усього, зможе зрозуміти прибульців.

## У ролях
| Актор                                 | Роль                                 |
| ------------------------------------- | ------------------------------------ |
| Бойд Голбрук (Boyd Holbrook)          | Квінн Маккенна (Quinn McKenna)       |
| Треванте Роудс (Trevante Rhodes)      | Небраска Вільямс (Nebraska Williams) |
| Джейкоб Трембле (Jacob Tremblay)      | Рорі Маккенна (Rory McKenna)         |
| Кіген-Майкл Кі (Keegan-Michael Key)   | Койл (Coyle)                         |
| Олівія Манн (Olivia Munn)             | Кейсі Бреккет (Casey Brackett)       |
| Стерлінг К. Браун (Sterling K. Brown) | Трейгер (Traeger)                    |
| Томас Джейн (Thomas Jane)             | Бекслі (Baxley)                      |
| Алфі Аллен (Alfie Allen)              | Лінч (Lynch)                         |
| Аугусто Агілера (Augusto Aguilera)    | Неттлс (Nettles)                     |
| Джейк Б'юзі (Jake Busey)              | Кейс (Keyes)                         |
| Івонн Страховскі (Yvonne Strahovski)  | Емілі (Emily)                        |
| Браян Принс (Brian A. Prince)         | Хижак (Predator)                     |
| Майк Допуд (Mike Dopud)               | Дюпрі (Dupreeм)                      |
| Найалл Мейттер (Niall Matter)         | Сапір (Sapir)                        |
| Гебріел Лабелль (Gabriel LaBelle)     | І Джей (EJ)                          |

## Знімальна група
- Автори сценарію — Фред Деккер, Шейн Блек, Джим Томас
- Режисер-постановник — Шейн Блек
- Продюсери — Лоуренс Гордон, Блондел Айду, Білл Баннерман
- Оператор — Ларрі Фон
- Композитор — Генрі Джекмен
- Монтаж — Гаррі Б. Міллер III
- Художник-постановник — Мартин Віст
- Художник-костюмер — Тіш Монаген
- Художник-декоратор — Пол Гілі, Гаміш Парді
- Артдиректори — Раві Бансал, Майкл Дінер, Шеннон Гровер, Ендрю Лі, Шерил Маріон, Пітер Міхайчук, Девід Скотт, Каллум Вебстер, Лоїк Циммерманн
- Підбір акторів — Сара Фінн